# The Geysers

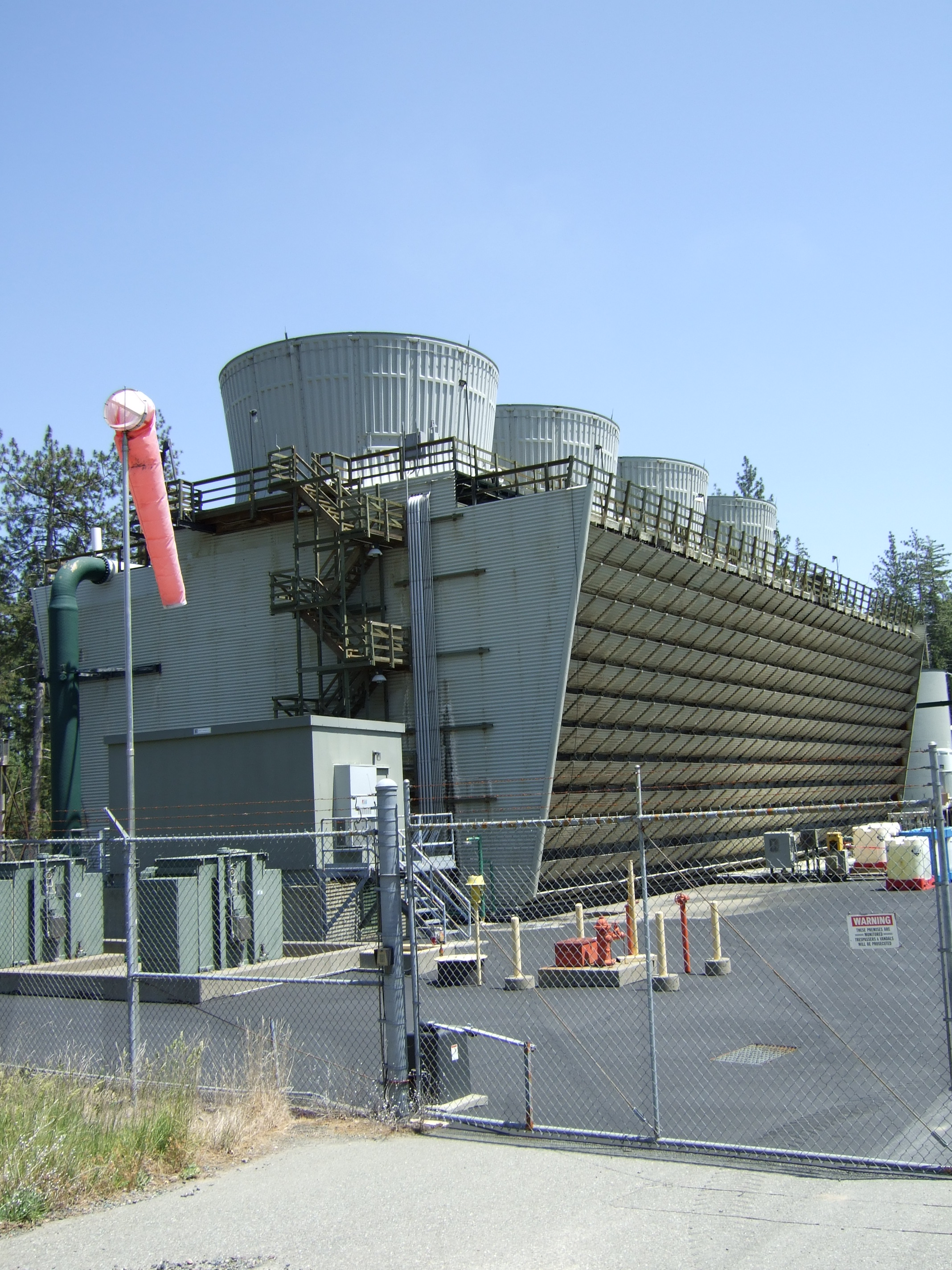
West Ford Flat, une des tours de refroidissement de The Geysers

The Geysers est un ensemble de centrales géothermiques situé à 116 km au nord de San Francisco en Californie ( États-Unis). C'est le plus grand centre de géothermie au monde ; il a fourni 634 MW en moyenne en 2016. The Geysers est constitué de 15 centrales électriques différentes qui utilisent la vapeur de 327 puits. La Calpine Corporation (en) gère et possède 13 des 15 installations. Les deux autres installations sont gérées par la Northern California Power Agency (en).

## Description
Le centre géothermique The Geysers s'étend sur 78 km2 dans les comtés de Sonoma et de Lake en Californie, situés dans les monts Mayacamas. L'énergie produite par The Geysers fournit en électricité les comtés de Sonoma, Lake, Mendocino, Marin et Napa. Il est estimé que ces installations permettent de répondre à 60 % de la demande en énergie de la région côtière depuis le pont du Golden Gate jusqu'à la frontière de l'Oregon.
La vapeur utilisée à The Geysers est produite par un réservoir de sable de grauwacke, qui est surmonté par un mélange hétérogène de roche peu perméable et avec en sous-couche une intrusion de felsite. Les études de gravité et sismiques suggèrent que la source de chaleur pour le réservoir de vapeur est une grande chambre de magma à plus de 7 km en dessous du sol et de plus de 14 km de diamètre.
À la différence de la plupart des sources géothermales, The Geysers produit de la vapeur sèche, c'est-à-dire principalement de la vapeur d’eau en surchauffe. Parce que les turbines des centrales électriques nécessitent de la vapeur sèche en admission, la vapeur d’eau surchauffée est généralement préférée ; sinon un séparateur de phases serait nécessaire entre le puits géothermique et la turbine pour enlever la condensation issue de la vapeur d’eau.

## Historique
The Geysers fut « découvert » en 1847 lors de l’exploration par John Fremont des montagnes du Sierra et le Grand Bassin de William Bell Elliot. Elliot appela cet endroit « The Geysers » bien que techniquement ses activités géothermiques ne soient pas des geysers mais des fumerolles. Peu de temps après, en 1852, The Geysers furent aménagés en station thermale pour le Geysers Resort Hotel, qui attira des gens comme Ulysses S. Grant, Theodore Roosevelt et Mark Twain.